# Marion Bailey
Marion Bailey (Watford, 5 de mayo de 1951) es una actriz británica. 

## Filmografía

### Cine
- 1994: Don't Get Me Started : Gil Lane
- 1999: Nasty Neighbours : Jean Peach
- 2000: Offending Angels
- 2002: All or Nothing : Carol
- 2003: I'll Be There : Mary
- 2004: El secreto de Vera Drake : Madame Fowler
- 2006: The Sickie : Carol
- 2008: Domestic Flight : Susan
- 2014: Mr. Turner : Sophia Booth
- 2015: The Lady in the Van
- 2016: National Theatre Live : Mme Elton
- 2016: Alliés : Mme Sinclair
- 2018: Dead in a Week (Or Your Money Back) : Penny
- 2018: Peterloo : Lady Conyngham
- 2018: The Therapist

### Televisión
- 1975: The Girls of Slender Means : la fille au dortoir
- 1983: Meantime : Barbara
- 1984: Miracles Take Longer : Juliet Arnold
- 1984: Charlie : Susan Alexander
- 1984: Big Deal : Alison Diamond
- 1986: To Have and to Hold : Ann Fletcher
- 1989: Inspecteur Morse : Fran Pierce
- 1989: Inspecteur Wexford : Ros Swan
- 1990-1994: Casualty : Anna Longford et Joy Waddington
- 1991: Hercule Poirot : Jane Mason
- 1992-2007: The Bill : Jess Parker, Delia Shaw, Elizabeth Dreydon et Dorothy Strafford
- 1994: Inspecteur Frost : Eileen Grant
- 1995: Shine on Harvey Moon : Avis
- 1997: Inspecteurs associés : Lorraine Wildgoose
- 2000: The Thing about Vince : Wendy Skinner
- 2007: Persuasion : Mme Croft
- 2007 : Flics toujours : Brenda
- 2008: Holby City : Lesley Bingham
- 2008: Inspecteur Barnaby : Alyssa Bradley
- 2009: Monday, Monday : Clara
- 2010-2013: Him and Her
- 2011: Being Human : Ruth
- 2011: Jackson Brodie : Gloria Hatter
- 2015: Liberté conditionnelle : Sue Anderson
- 2017: SS-GB : Joan Woods
- 2019: Temple : Ingrid
- 2019: Britannia : Cara
- 2019: The Crown : Isabel Bowes-Lyon, la Reina Madre